# Chlorogomphus soarer
Chlorogomphus soarer är en trollsländeart som först beskrevs av Wilson 2002.  Chlorogomphus soarer ingår i släktet Chlorogomphus och familjen kungstrollsländor. Inga underarter finns listade i Catalogue of Life.